# Cuark abajo
El quark down, quark d o cuark abajo es una partícula elemental que pertenece a la primera generación de cuarks. Tiene una carga eléctrica igual a −⅓ de la carga elemental y un espín de ½, con lo cual es un fermión y cumple el principio de exclusión de Pauli. Junto con el cuark arriba y los electrones, forma toda la materia que podemos ver y de la que estamos hechos, gracias a que estas tres partículas son estables y no se desintegran o decaen más.
Como todos los cuarks, el cuark abajo tiene carga de color, y siente la interacción fuerte mediante la emisión y absorción de gluones. Los cuarks abajo tienen carga roja, verde o azul; y los anticuarks abajo tienen carga antirroja, antiverde o antiazul. Al sentir esta interacción no se encuentra a esta partícula aislada, se encuentra formando hadrones con uno o dos cuarks más. La mayoría de masa de los hadrones que se forman viene de la energía del campo de color (energía y masa son lo mismo: E=mc²), y no de los propios cuarks.
La existencia de los cuarks arriba y abajo fue postulada por Murray Gell-Mann y George Zweig en 1964, cuando desarrollaron el modelo de cuarks; y la primera evidencia de los cuarks abajo fue en los experimentos llevados a cabo en el SLAC en 1967.

## Historia

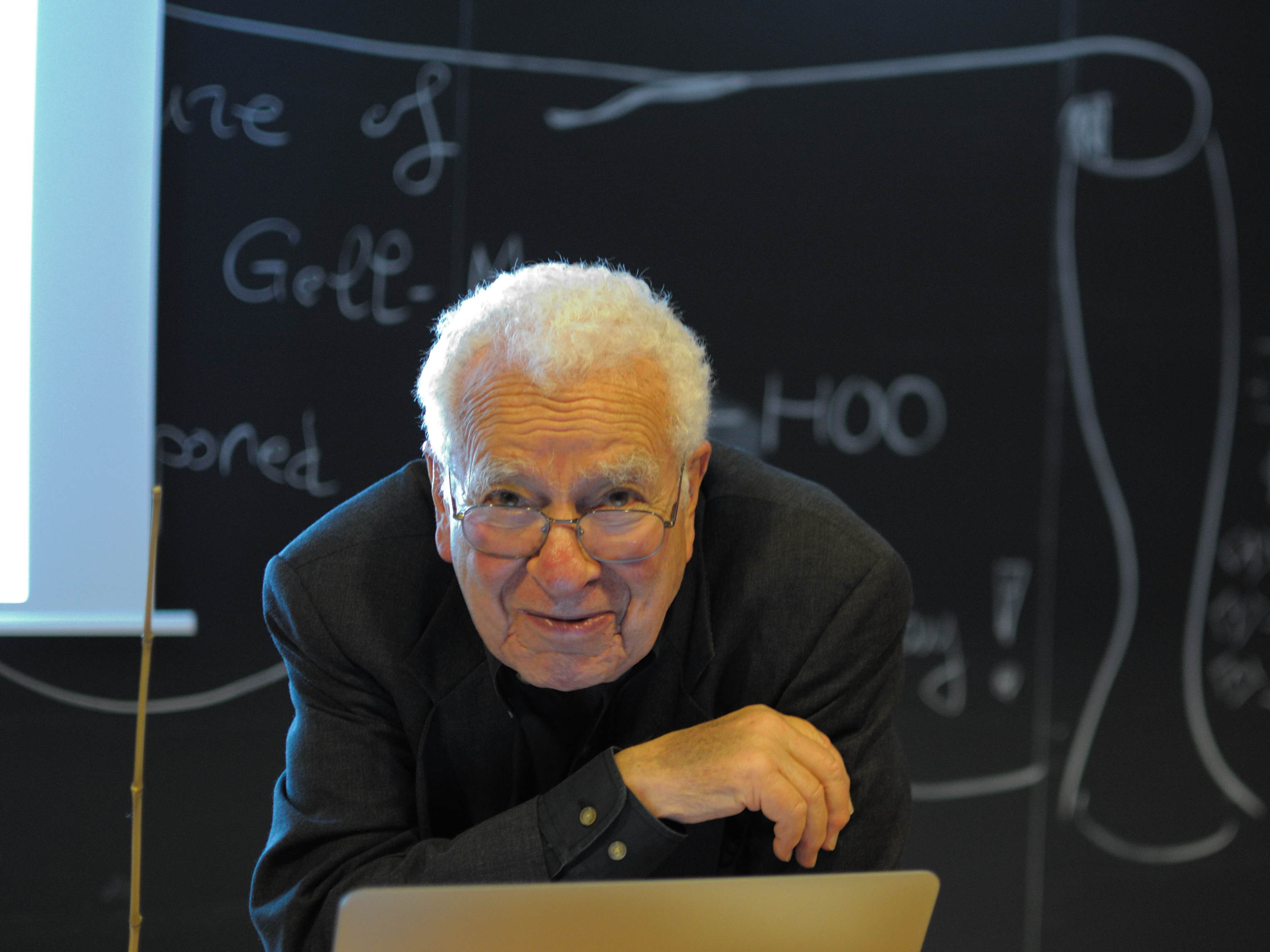
Murray Gell-Mann

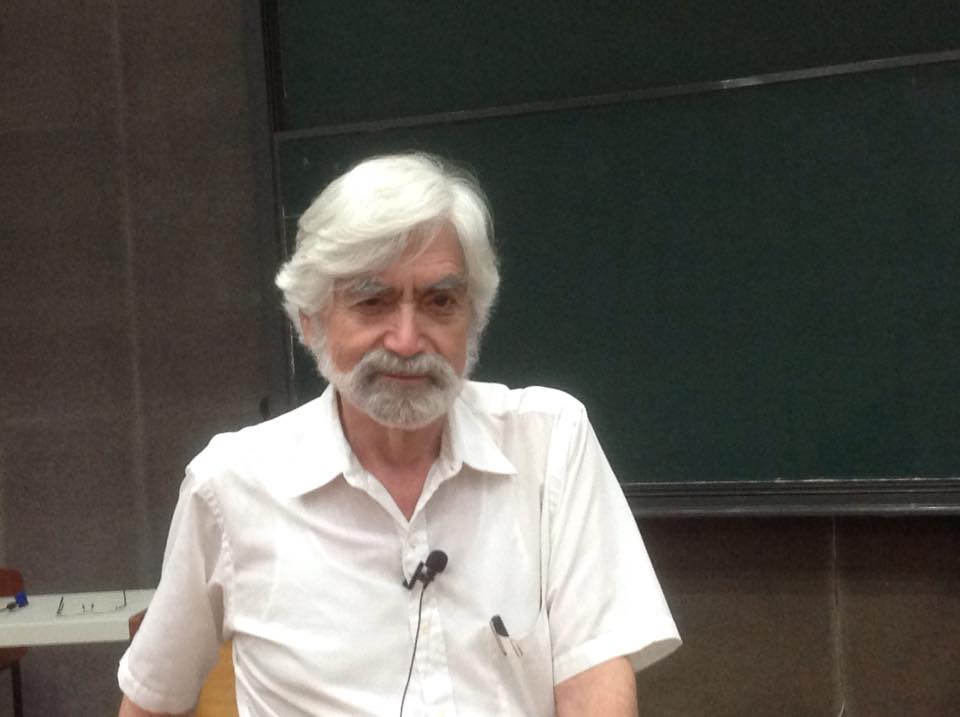
George Zweig

En los comienzos de la física de partículas (primera mitad del siglo XX), se pensaba que los hadrones como los protones, neutrones y piones eran partículas elementales. Sin embargo, a medida que se descubrieron nuevos hadrones, el 'zoológico de partículas' creció de unas pocas partículas a principios de las décadas de 1930 y 1940 a varias docenas de ellas en la década de 1950. Las relaciones entre cada uno de ellos no estaban claras hasta 1961, cuando Murray Gell-Mann y Yuval Ne'eman (en forma independiente uno de otro) propusieron un esquema de clasificación de hadron denominado el Camino óctuple, o en términos técnicos,  simetría de sabor SU(3) .
Este esquema de clasificación organizaba los hadrones en isospin multiplets, pero la base física subyacente aún no era clara. En 1964, Gell-Mann y George Zweig (de manera independiente uno del otro) propusieron el modelo de cuarks, que en ese momento consistía solo de los cuarks arriba, abajo, y extraño. Sin embargo, si bien el modelo de cuarks explicaba el camino óctuple, no se encontró ninguna evidencia directa de la existencia de los cuarks hasta 1968 en el Centro del Acelerador Lineal de Stanford. Experimentos de dispersión inelástica profunda indicaron que los protones poseen una subestructura, y que si los protones están constituidos por tres partículas más fundamentales es posible explicar los datos obtenidos en los experimentos (confirmando la validez del modelo de cuarks).
Inicialmente las personas eran reacias a identificar los tres elementos como cuarks, y preferían la descripción de Richard Feynman en base al partón, pero con el tiempo la teoría de cuark fue aceptada (véase Revolución de noviembre).

## Masa
A pesar de ser extremadamente común, la masa desnuda del cuark abajo no se encuentra bien determinada, pero probablemente tenga un valor entre 4.5 y 5.3 MeV/c2. Los cálculos de cromomagnética dinámica de redes proveen un valor más preciso: 4.79±0.16 MeV/c2.
Cuando se encuentra en mesones (partículas formadas por un cuark y un anticuark) o bariones (partículas formadas por tres cuarks), la 'masa efectiva' (o masa 'vestida') de los cuarks aumenta a causa de la energía de enlace cromodinámica cuántica causada por el campo gluón entre cuarks (véase equivalencia masa–energía). Por ejemplo, la masa efectiva de los cuarks abajo en un protón es aproximadamente 300 MeV/c2. Debido a que la masa desnuda de los cuarks abajo es tan pequeña, no se puede calcular directamente porque se deben tener en cuenta los efectos relativistas.

## Hadrones que contienen cuarks
- Mesones:
  - Los piones cargados (π±) tienen un cuark o un anticuark abajo, y el pion neutro (π0) una combinación lineal de ambos.
  - El kaón neutro (κ0) tiene un cuark abajo, y el antikaón neutro el anticuark abajo. Los kaones neutros corto y largo (κ0S y κ0L) son combinaciones lineales con cuarks y anticuarks abajo.
  - Las partículas eta (η) y eta prima (η') son combinaciones lineales que incluyen cuarks abajo y sus anticuarks.
  - Los mesones rho (ρ±) tienen la misma composición que los piones cargados pero la partícula compuesta es de espín 1 en lugar de 0.
  - Los mesones D cargados (D±) y los mesones B neutros (B0) también incluyen cuarks y anticuarks abajo.

- Bariones:
  - El protón (p) está formado por un cuark abajo y el neutrón (n) por dos.
  - Los bariones delta positivo (Δ+), neutro (Δ0) y negativo (Δ−) contienen uno, dos y tres cuarks abajo respectivamente.
  - La partícula lambda neutra (Λ0), así como las partículas lambda positiva encantada (Λ+c) y lambda neutra inferior (Λ0b) están formadas por un cuark abajo.
  - Las partículas sigma neutra (Σ0) y sigma negativa (Σ−) están formados por uno y dos cuarks abajo respectivamente.
  - Las partículas xi negativa (Ξ−) y xi neutra encantada (Ξ0c) tienen un cuark abajo.
  - Las antipartículas de los bariones anteriores contienen los anticuarks abajo.